# Султанов, Булат Клычбаевич
Булат Клычбаевич Султанов (род. 6 сентября 1951 года, Алма-Ата, Казахстан, Казахская ССР, СССР) — государственный и политический деятель Республики Казахстан, политолог. Директор Казахстанского института стратегических исследований при Президенте Республики Казахстан в 2005-2014 годах. Заслуженный деятель Казахстана.
Родился 6 сентября 1951 года в городе Алма-Ате. Отец - министр юстиции КазССР Кылышбай Султанов.

## Образование
1968-1974 - Казахский государственный университет  им. С.М. Кирова, исторический факультет.
1978-1982 - МГУ им. М.В. Ломоносова, аспирантура
1983 - кандидат исторических наук. Тема диссертации: "Отношение германских рабочих партий к Советам рабочих и солдат в Германской Ноябрьской революции 1918-1919 гг."
2007 - защита диссертации. Доктор исторических наук. Тема: «Казахстанско-российские отношения в контексте стратегических интересов России (конец ХХ – начало XXI веков)»

## Трудовая деятельность
1974 - секретарь комитета комсомола Алма-Атинского политехникума
1974-1978 - ассистент КазГУ
1978-1982 - преподаватель-стажер, аспирант МГУ
1983-1993 - ассистент, старший преподаватель, доцент, декан заочного исторического факультета КазГУ
1993-1995 - первый секретарь, заведующий отделом Европы МИД Казахстана
1995-2000 - советник - руководитель политической группы Посольства Казахстана в ФРГ
2000-2001 - заведующий отделом внешней политики, советник директора, заместитель, первый заместитель директора Казахстанского института стратегических исследований при Президенте РК
2001- 2002 - директор Центра внешней политики и анализа МИД РК.
2002-2004 - советник-посланник – руководитель экономической группы Посольства РК в ФРГ
2004-2005 - первый заместитель директора Института мировой экономики и политики при Фонде Первого Президента РК
С 2005 - директор Казахстанского института стратегических исследований при Президенте РК

## Общественные должности
Член Общественной Палаты при Мажилисе Парламента РК.
Член Научно-экспертного совета при Ассамблее народа Казахстана.
Член Экспертного совета при Совете Безопасности Республики Казахстан.
Член Научно-экспертного совета Организации Договора о коллективной безопасности (г. Москва).
Сопредседатель Казахстанско-Российского Экспертного Совета (с казахстанской стороны).
Советник Института по бизнес–исследованиям и образованию Корейского университета (г. Сеул).
Международный советник Шанхайского института международных исследований (КНР).
Шеф-редактор журналов КИСИ «Общество и эпоха», «Казахстан-Спектр», “Central Asia’s affairs”

## Награды и звания
- Орден Дружбы (3 октября 2011 года, Россия) — за большой вклад в укрепление дружбы и сотрудничества между народами Российской Федерации и Республики Казахстан[4].
- Медаль «10 лет Конституции Республики Казахстан».
- Медаль «10 лет Астане»[5].
- Заслуженный деятель Казахстана.
- Заслуженный работник дипломатической службы РК.
- Золотая медаль им. А. Байтурсынова Ассоциации вузов Республики Казахстан.
- Почётный профессор Казахского экономического университета им. Т. Рыскулова.
- Почётный профессор Шанхайского университета международных исследований.